# Okip (obwód charkowski)
Okip (ukr. Окіп) – wieś na Ukrainie, w obwodzie charkowskim, w rejonie bogoduchowskim. W 2001 liczyła 13 mieszkańców, spośród których 7 posługiwało się językiem ukraińskim, a 6 rosyjskim.